# (8624) Kaleycuoco
(8624) Kaleycuoco est un astéroïde de la ceinture principale.

## Description
(8624) Kaleycuoco est un astéroïde de la ceinture principale. Il fut découvert le 1er mars 1981 à Siding Spring par Schelte J. Bus. Il présente une orbite caractérisée par un demi-grand axe de 3,17 UA, une excentricité de 0,03 et une inclinaison de 9,1° par rapport à l'écliptique.

## Compléments